# Christmas Album (Boney M.-album)
A Christmas Album a nyugatnémet Boney M. együttes hatodik stúdióalbuma. Megjelenés ideje: 1981. november 23. A felvételek a londoni Abbey Road Studiosban és az Air Studiosban, a nizzai Vigilant Studióban, a müncheni Union Studióban és a Rainbow Studióban készültek 1981 nyarán. A keverési munkálatok helyszíne a Farian Studio volt.

## Háttér-információk
Mindössze három héttel a Boonoonoonoos LP megjelenése után került az üzletekbe a Christmas Album, mivel az előző nagylemez a vártnál mérsékeltebb fogadtatásban részesült. A Christmas Album eredetileg Liz Mitchell szólólemeze lett volna, de végül Boney M. név alatt jelentették meg. Az album tartalmazza az együttes egyik legsikeresebb dalát (Mary’s Boy Child / Oh My Lord), amely több millió példányban kelt el világszerte 1978-as megjelenése óta. A Christmas Album első kislemeze a Little Drummer Boy volt, amely az NSZK-ban be is került a Top 20-ba. A Zion’s Daughter című újabb kislemez – melynek borítóján már az új tag, Reggie Tsiboe volt látható – azonban már nem jutott fel a slágerlistákra. Skandináviában a Feliz Navidad, Spanyolországban a Jingle Bells jelent meg kislemezen. Az Ariola lemezcég spanyol leányvállalata 1983-ban a White Christmast dobta piacra, a Christmas Album pedig platinalemez lett. Az LP az évek folyamán több különböző címmel került forgalomba. Az angol változat a Mary's Boy Child – The Christmas Album címet kapta. Ez volt az utolsó Boney M.-album, melyet az Atlantic Records Angliában megjelentetett.
Az 1981-es esztendő egyik legnagyobb slágere a holland Stars on 45 nevű stúdiózenekar Beatles-dalokból készített egyvelege volt. Ennek mintájára Frank Farian hasonló egyveleget készített a Boney M. legnépszerűbb slágereiből. Az egyveleg címe: 6 Years of Boney M. Hits (Boney M. on 45). A mix célja az volt, hogy a Boonoonoonoost és a Christmas Albumot népszerűsítse. Angliában a We kill the World (Don’t kill the World) kislemez „B” oldalán látott napvilágot, Németországban a Little Drummer Boy kislemez „B” oldalára került. 1982 januárjában „A” oldalas kislemezként is megjelent. A Christmas Album az 1980-as évek végén remix formában is elkészült, és különböző címeken került forgalomba: Die 20 schönsten Weihnachtslieder der Welt, The 20 Greatest Christmas Songs, The Most Beautiful Christmas Songs of the World, Happy Christmas, A Wonderful Christmas Time, Christmas Party.

## A dalok

### „A” oldal
1. Little Drummer Boy (Katherine K. Davis – Henry Onorati – Harry Simeone) 4:27
2. White Christmas (Irving Berlin) 4:19
3. Feliz Navidad (José Feliciano) 3:07
4. Jingle Bells (James Lord Pierpont – Frank Farian) 2:53
5. Winter Fairy–Tale (Instrumental) (Baierl) 2:58
6. Mary's Boy Child / Oh My Lord (Jester Hairston – Lorin – Frank Farian – Fred Jay) 5:14 (Bővített változat)

### „B” oldal
1. Christmas Medley: Silent Night, Holy Night (Stille Nacht, Heilige Nacht)  / Snow Falls Over The Ground (Leise Rieselt Der Schnee) / Hear Ye the Message[1] (tradicionális – Frank Farian – Fred Jay) 6:25
2. Petit Papa Noël (Martinet – Vincy) 1:41
3. Zion's Daughter (Tochter Zion) (tradicionális – Georg Friedrich Händel – Frank Farian – Fred Jay – Helmut Rulofs) 3:51
4. When a Child Is Born (Fred Jay – Zacar) 3:20
5. Darkness Is Falling (Fred Jay – Helmut Rulofs) 3:02
6. I'll Be Home for Christmas (Catherine Courage – Frank Farian – Helmut Rulofs) 3:54

## Közreműködők
- Liz Mitchell – ének (A1–A4, A6, B1–B5)
- Marcia Barrett – háttérvokál (A3, A4, A6)
- Frank Farian – ének (B6), háttérvokál
- London Christmas Choir – kórus
- Katie Kissoon – ének (szoprán)
- Joy Yates – ének (alt)
- Helen Shappelle – ének (szoprán)
- Simon Bell – ének (tenor)
- Nick Curtis – ének (tenor)
- George Chandler – ének (bariton)
- Russell Stone – ének (basszus)
- Jerry Rix – háttérének, basszus (A1)
- Curt Cress – dobok
- Dave King – basszusgitár
- Günther Gebauer – basszusgitár
- Mats Björklund – gitár
- Johan Daansen – gitár
- Harry Baierl – billentyűs hangszerek
- Kristian Schultze – billentyűs hangszerek
- London Philharmonic Orchestra – zenekar
- Frank Farian – producer
- Helmut Rulofs – producerasszisztens
- Harry Baierl – hangmérnök
- Stefan Klinkhammer – hangmérnök
- Steve Nye – hangmérnök
- Didier Utard – hangmérnök
- Jochen Scheffer – hangmérnök
- Volker Armand – hangmérnök
- Ariola–Eurodisc Studios – design
- Claus Lange – fotó

## Különböző kiadások

### LP
- Anglia: Mary's Boy Child – The Christmas Album. Atlantic Records K 50923
- NSZK: Hansa Records 204 300–320

### CD
- Németország, 1991: Hansa 254 300–222

## Kimásolt kislemezek

### NSZK

#### 7"
- Little Drummer Boy – 4:27 / 6 Years of Boney M. Hits (Boney M. on 45) (7" Edit) – 4:48 (Hansa Records 103 777–100, 1981)
- Zion's Daughter – 3:50 / White Christmas – 3:15 (Hansa 104–874–100, 1982)

#### 12"
- 6 Years of Boney M. Hits (Boney M. on 45)  (12" Mix – tartalmazza a Mary's Boy Child / Oh My Lord című felvételt is) – 11:13 / Little Drummer Boy – 4:27 (Hansa 600 479–213, 1981)

## 6 Years of Hits (Boney M on 45)
A felvétel kislemezen és maxilemezen egyaránt megjelent. Az eltérő hosszúságú változatok az alábbi Boney M.-slágerekből állnak.

### 7" mix
- Daddy Cool
- Ma Baker
- Belfast
- Gotta Go Home
- Rasputin
- Brown Girl In The Ring
- Hooray! Hooray! It's A Holi–Holiday
- The Calendar Song (January, February, March…)
- Baby Do You Wanna Bump
- Rivers Of Babylon
- Sunny

### 12" mix
- Let It All Be Music
- Daddy Cool
- Ma Baker
- Belfast
- Gotta Go Home
- Love For Sale
- Painter Man
- Brown Girl In The Ring
- Oceans Of Fantasy
- Hooray! Hooray! It's A Holi–Holiday
- The Calendar Song (January, February, March…)
- Dancing In The Streets
- Bye Bye Bluebird
- Baby Do You Wanna Bump
- Rivers Of Babylon
- Sunny
- Nightflight To Venus
- Mary's Boy Child / Oh My Lord

## Az album slágerlistás helyezései
- Hollandia: Legmagasabb pozíció: 33. hely
- Németország: Legmagasabb pozíció: 14. hely

## Legnépszerűbb slágerek
- Mary's Boy Child / Oh My Lord

Anglia: 1978. december. Legmagasabb pozíció: 1. hely

Ausztria: 1979. január 15-étől 12 hétig. Legmagasabb pozíció: 3. hely

Amerikai Egyesült Államok: Legmagasabb pozíció: 85. hely

Hollandia: Legmagasabb pozíció: 3. hely

Írország: Legmagasabb pozíció: 1. hely

Németország: Legmagasabb pozíció: 1. hely

Norvégia: 1978-ban az 50. héttől. Legmagasabb pozíció: 2. hely

Svájc: 1978. december 3-ától 9 hétig. Legmagasabb pozíció: 1. hely

Svédország: 1978. december 15-étől 6 hétig. Legmagasabb pozíció: 1. hely
- Little Drummer Boy

Németország: Legmagasabb pozíció: 20. hely
- Zion’s Daughter (Tochter Zion)
- White Christmas
- Feliz Navidad